# Sam Mbaye
Vous pouvez aider à l'améliorer ou bien discuter des problèmes sur sa page de discussion.
- Certaines informations devraient être mieux reliées aux sources mentionnées dans la bibliographie ou les liens externes. Améliorez sa vérifiabilité en les associant par des références. (Marqué depuis mars 2022)
- Son texte doit être wikifié : il ne correspond pas à la mise en forme Wikipédia (style, typographie, liens internes, liens entre les wikis, etc.). (Marqué depuis mars 2022)

Pour les articles homonymes, voir Mbaye.
Compléments
Site Web: http://www.serignesam.com
Serigne Sam Mbaye est un intellectuel et islamologue sénégalais, né en 1922 à Louga et disparaît le 14 mars 1998. Il est le fils du soufi Mame Cheikh Mbaye qui est également connu sous le nom de Ahmadou Sakhir – et est le frère du marabout et homme d'affaires El Hadji Djily Mbaye.

## Biographie
Serigne Sam a fait ses études coraniques à Louga, son lieu de naissance, auprès de Serigne Mbaye Toure puis à Coki chez Ahmadou Sakhir Lô (Fondateur du daara de Coki). Après avoir récité la totalité du texte coranique, Serigne Sam commence, auprès de ce même Cheikh Ahmadou Sakhir LO de Koky, à étudier les sciences religieuses. Il ira ensuite à Saint-Louis pour approfondir ses connaissances religieuses auprès d’illustres maîtres comme Serigne Tidjane NIANG et Serigne Ameth FALL. Il a également séjourné à Rufisque avant d’aller en Mauritanie pour continuer ses études.[réf. souhaitée].
Il décède la nuit du Dimanche 15 Mars 1998 et est enterré à Louga le même jour. Qu’Allah soit satisfait de lui.
Selon le sociologue Abdoulaye Cissé, «la position de Serigne Sam Mbaye et son combat transcendaient les clivages et autres appartenances aux confréries ou appartenances rituelles, puisqu’il était sollicité par toutes les communautés religieuses du Sénégal pour des conférences. Il avait des amis pratiquement dans toutes les communautés religieuses du Sénégal». Serigne Sam Mbaye était notamment en relation avec la communauté mouride, avec les Tidianes, avec la communauté Qadr ; il a «prôné le rassemblement des musulmans».

### Travaux sur le Mouridisme et l'Islam
Il a contribué à faire connaître la pensée de Cheikh Ahmadou Bamba.
Il a coordonné des conférences pour la communauté mouride, dont celle animée le 30 juin 1979 au siège de l’UNESCO sur le thème : ”Soufisme et orthodoxie dans l’œuvre de Cheikh Ahmadou Bamba Mbacké.».
Dans ce sillage, il traduisit plusieurs panégyriques ou Khassaides en français afin de permettre aux disciples d’avoir une meilleure compréhension du mouridisme. 
Serigne Sam était également un conférencier ;  il a prononcé «des centaines de conférences et de sermons religieux au Sénégal et en Amérique». Il a traité, entre autres : L’Islam face au monde contemporain, le message coranique, le prophète Mahomet, La sainteté (wilaaya) en général, Cheikh Ahmadou Bamba : un homme universel, Cheikh Ahmadou Bamba.
Parmi ces œuvres, on retrouve, notamment:
« Massalikal jinaan » (les itinéraires du Paradis), « Huqqa-l-bukau » (Faut-il pleurer les nobles morts), « Tazawudu-n-siqari »(Viatique des adolescents), « Al Jawharu-n-nafis » (le joyau précieux) etc.[réf. souhaitée]